# Milan Rašić
Milan Rašić est un joueur serbe de volley-ball né le 2 février 1985. Il mesure 2,05 m et joue au poste de central. Il a été international serbe.

## Clubs
| Club               | De         | À         |
| ------------------ | ---------- | --------- |
| OK Crvena Zvezda   | 2005-2006  | 2009-2010 |
| ACH Volley         | 2010-2011  | déc. 2013 |
| AS Cannes          | janv. 2014 | 2014-2015 |
| Al-Hojaj Khorassan | 2015-2016  | 2015-2016 |
| Shahrdari Tabriz   | 2016-2017  | 2016-2017 |

## Palmarès

### Club
- Coupe de Serbie (1)
  - Vainqueur : 2009

- Championnat de Slovénie (3)
  - Vainqueur : 2011, 2012, 2013
- Coupe de Slovénie (3)
  - Vainqueur : 2011, 2012, 2013
- MEVZA (2)
  - Vainqueur : 2011, 2013

### Équipe nationale
- Championnat d'Europe (1)
  - Vainqueur :  2011